# 川南蒿
川南蒿（学名：Artemisia rosthornii）是菊科蒿属的植物，是中国的特有植物。分布于中国大陆的四川等地，常生于低海拔地区的林缘、四川南部中或路旁等地，目前尚未由人工引种栽培。